# Lista komiksów powiązanych z Filmowym Uniwersum Marvela
Filmowe Uniwersum Marvela, skrót. FUM (oryg. Marvel Cinematic Universe, skrót. MCU) – franczyza, w której skład wchodzą filmy, seriale i krótkometrażówki Marvel One-Shots o superbohaterach produkcji Marvel Studios i Marvel Television opierające się na komiksach wydawnictwa Marvel Comics. W produkcjach Filmowego Uniwersum Marvela występują liczne crossovery, wspólne wątki i członkowie obsady. Filmowe Uniwersum Marvela to również komiksy powiązane z produkcjami filmowo-telewizyjnymi. Od 2008 roku Marvel Comics wydaje serie komiksów, rozpoczynając od dwuzeszytowej serii Iron Man: Fast Friends (2008), a kończąc na ostatnim jednozeszytowym komiksie Captain America: Road to War (2016). Jednak dopiero od 2010 roku komiksy powiązane stały się oficjalną częścią MCU, określane są one jako „Tie-in MCU”. Do tej pory nie wszystkie komiksy wydawane po 2010 roku są uznawane za oficjalnie powiązane, mimo iż są osadzone w Filmowym Uniwersum i są nim inspirowane. Część z tych komiksów powstała przy współpracy Marvel Studios z firmami Audi czy Lexus: Iron Man 2: Fist of Iron (2010) i Agents of S.H.I.E.L.D.: The Chase (2014). Komiks Iron Man: Security Measures (2008) był wydany specjalnie dla klientów sieci Walmart, którzy zakupili film Iron Man. Marvel Comics wydała również sześć adaptacji filmowych.

## Komiksy

### Oficjalne „Tie-in MCU”
| Tytuł                                              | Liczba zeszytów | Data wydania               | Twórcy                             | Twórcy                                                          | Przypis           |
| Tytuł                                              | Liczba zeszytów | Data wydania               | scenariusz                         | rysunki                                                         | Przypis           |
| -------------------------------------------------- | --------------- | -------------------------- | ---------------------------------- | --------------------------------------------------------------- | ----------------- |
| Iron Man 2: Public Identity                        | 3               | 28 kwietnia – 12 maja 2010 | Joe Casey, Justin Theroux          | Barry Kitson                                                    | [ 1 ] [ 2 ] [ 3 ] |
| Iron Man 2: Agents of S.H.I.E.L.D.                 | 1               | 1 października 2010        | Joe Casey                          | Tim Green, Felix Ruiz, Matt Camp                                | [ 4 ]             |
| Captain America: First Vengeance                   | 8               | 16 lutego – 20 lipca 2011  | Fred Van Lente                     | Neil Edwards, Luke Ross, Rich Elson, Andy Smith, Javi Fernandez | [ 5 ] [ 6 ]       |
| The Avengers Prelude: Fury’s Big Week              | 8               | 5 lutego – 28 marca 2012   | Chris Yost, Eric Pearson           | Luke Ross, Agustin Padilla                                      | [ 7 ] [ 8 ]       |
| The Avengers Prelude: Black Widow Strikes          | 3               | 2 maja – 6 czerwca 2012    | Fred Van Lente                     | Neil Edwards, Renato Arlem                                      | [ 9 ] [ 10 ]      |
| Iron Man 3 Prelude                                 | 2               | 2 stycznia – 6 lutego 2013 | Christos Gage, Will Corona Pilgrim | Steve Kurth                                                     | [ 11 ] [ 12 ]     |
| Thor: The Dark World Prelude                       | 2               | 5 czerwca – 10 lipca 2013  | Chris Yost, Craig Kyle             | Scott Eaton                                                     | [ 13 ] [ 14 ]     |
| Captain America: The Winter Soldier Infinite Comic | 1               | 28 stycznia 2014           | Peter David                        | Rock He-Kim                                                     | [ 15 ]            |
| Guardians Of The Galaxy Prequel Infinite Comic     | 1               | 1 kwietnia 2014            | Dan Abnett, Andy Lanning           | Andrea DiVito                                                   | [ 16 ]            |
| Guardians of the Galaxy Prelude                    | 2               | 2 kwietnia – 28 maja 2014  | Dan Abnett, Andy Lanning           | Wellinton Alves                                                 | [ 17 ] [ 18 ]     |
| Age of Ultron Prelude – This Scepter’d Isle        | 1               | 3 lutego 2015              | Will Corona Pilgrim                | Wellinton Alves                                                 | [ 19 ]            |
| Ant-Man Prelude                                    | 2               | 4 lutego – 4 marca 2015    | Will Corona Pilgrim                | Miguel Sepulveda                                                | [ 20 ] [ 21 ]     |
| Ant-Man – Scott Lang: Small Time                   | 1               | 3 marca 2015               | Will Corona Pilgrim                | Wellinton Alves, Daniel Govar                                   | [ 22 ]            |
| Marvel’s Jessica Jones                             | 1               | 7 października 2015        | Brian Michael Bendis               | Michael Gaydos                                                  | [ 23 ]            |
| Captain America: Civil War Prelude Infinite Comic  | 1               | 10 lutego 2016             | Will Corona Pilgrim                | Szymon Kudranski                                                | [ 24 ]            |
| Doctor Strange Prelude                             | 2               | 6 lipca – 24 sierpnia 2016 | Will Corona Pilgrim                | Jorge Fornés                                                    | [ 25 ] [ 26 ]     |
| Doctor Strange Prelude Infinite Comic: The Zealot  | 1               | 7 września 2016            | Will Corona Pilgrim                | Jorge Fornés                                                    | [ 27 ]            |
| Guardians of the Galaxy Prelude                    | 2               | 4 stycznia – 1 lutego 2017 | Will Corona Pilgrim                | Chris Allen                                                     | [ 28 ] [ 29 ]     |
| Spider-Man: Homecoming Prelude                     | 2               | 1 marca 2017               | Will Corona Pilgrim                | Todd Nauck                                                      | [ 30 ]            |

#### Iron Man 2: Public Identity (2010)
Iron Man 2: Public Identity – miniseria składająca się z trzech zeszytów została wydana na przełomie kwietnia i maja 2010 roku. Za scenariusz odpowiadali Joe Casey i Justin Theroux, a za rysunki Barry Kitson.
Współscenarzysta Iron Man 2, Justin Theroux oraz Joe Caseyem przedstawiają historię, jaka miała miejsce pomiędzy konferencją prasową na końcu filmu Iron Man, a filmem Iron Man 2. Wiele osób chce mieć dostęp do technologii Starka, ale on wie, jakie skutki może mieć złe jej wykorzystanie. Pojawia się ktoś związany z jego przeszłością.
Zeszyty:
- Iron Man 2: Public Identity #1 – wydany 28 kwietnia 2010 roku[1]
- Iron Man 2: Public Identity #2 – wydany 5 maja 2010 roku[2]
- Iron Man 2: Public Identity #3 – wydany 12 maja 2010 roku[3]

#### Iron Man 2: Agents of S.H.I.E.L.D. (2010)
Iron Man 2: Agents of S.H.I.E.L.D. – komiks składa się z jednego zeszytu, został on wydany 1 października 2010 roku. Za scenariusz odpowiadał Joe Casey, a za rysunki Tim Green, Felix Ruiz i Matt Camp. Komiks jest wydaniem zbiorczym Iron Man 2: Nick Fury: Director of S.H.I.E.L.D., Iron Man 2: Phil Coulson: Agent of S.H.I.E.L.D. i Iron Man 2: Black Widow: Agent of S.H.I.E.L.D.

#### Captain America: First Vengeance (2011)
Captain America: First Vengeance – miniseria składająca się z ośmiu zeszytów została wydawana od lutego do lipca 2011 roku. Za scenariusz odpowiadał Fred Van Lente, a za rysunki Neil Edwards, Rich Elson, Andy Smith, Javi Fernandez i Luke Ross.
Kapitan jest bliski odkrycia tajnej bazy Hydry. Tajemnice jego przeszłości i przeszłości jego przyjaciół są odkrywane: czemu Dr Erskine zaczął walczyć po stronie Aliantów, jak powstało Howling Commandoes, czy w jaki sposób rodzina Starków jest zaangażowana w powstanie pierwszego Avengera?
Zeszyty:
- Captain America: First Vengeance #1 – wydany 16 lutego 2011 roku[5]
- Captain America: First Vengeance #2 – wydany 16 lutego 2011 roku[34]
- Captain America: First Vengeance #3 – wydany 22 marca 2011 roku[35]
- Captain America: First Vengeance #4 – wydany 23 marca 2011 roku[33]
- Captain America: First Vengeance #5 – wydany 8 czerwca 2011 roku[36]
- Captain America: First Vengeance #6 – wydany 6 lipca 2011 roku[32]
- Captain America: First Vengeance #7 – wydany 13 lipca 2011 roku[37]
- Captain America: First Vengeance #8 – wydany 20 lipca 2011 roku[6]

#### The Avengers Prelude: Fury’s Big Week (2012)
The Avengers Prelude: Fury’s Big Week – miniseria składająca się z ośmiu zeszytów została wydana na przełomie lutego i marca 2012 roku. Za scenariusz odpowiadali Chris Yost i Eric Pearson, a za rysunki Luke Ross i Agustin Padilla.
Zeszyty:
- The Avengers Prelude: Fury’s Big Week #1 – wydany 5 lutego 2012 roku[7]
- The Avengers Prelude: Fury’s Big Week #2 – wydany 15 lutego2012 roku[39]
- The Avengers Prelude: Fury’s Big Week #3 – wydany 22 lutego 2012 roku[40]
- The Avengers Prelude: Fury’s Big Week #4 – wydany 29 lutego 2012 roku[41]
- The Avengers Prelude: Fury’s Big Week #5 – wydany 7 marca 2012 roku[42]
- The Avengers Prelude: Fury’s Big Week #6 – wydany 14 marca 2012 roku[43]
- The Avengers Prelude: Fury’s Big Week #7 – wydany 21 marca 2012 roku[44]
- The Avengers Prelude: Fury’s Big Week #8 – wydany 28 marca 2012 roku[8]

#### The Avengers Prelude: Black Widow Strikes (2012)
The Avengers Prelude: Black Widow Strikes – miniseria składająca się z trzech zeszytów została wydana na przełomie maja i czerwca 2012 roku. Za scenariusz odpowiadał Fred Van Lente, a za rysunki Neil Edwards i Renato Arlem.
Zeszyty:
- The Avengers Prelude: Black Widow Strikes #1 – wydany 2 maja 2012 roku[9]
- The Avengers Prelude: Black Widow Strikes #2 – wydany 16 maja 2012 roku[45]
- The Avengers Prelude: Black Widow Strikes #3 – wydany 6 czerwca 2012 roku[10]

#### Iron Man 3 Prelude (2013)
Iron Man 3 Prelude – miniseria składająca się z dwóch zeszytów została wydana na przełomie stycznia i lutego 2013 roku. Za scenariusz odpowiadali Christos Gage i Will Corona Pilgrim, a za rysunki Steve Kurth.
Zeszyty:
- Iron Man 3 Prelude #1 – wydany 2 stycznia 2013 roku[11]
- Iron Man 3 Prelude #2 – wydany 6 lutego 2013 roku[12]

#### Thor: The Dark World Prelude (2013)
Thor: The Dark World Prelude – miniseria składająca się z dwóch zeszytów zostały wydane na przełomie czerwca i lipca 2013 roku. Za scenariusz odpowiadali Chris Yost i Craig Kyle, a za rysunki Scott Eaton.
Zeszyty:
- Thor: The Dark World Prelude #1 – wydany 5 czerwca 2013 roku[13]
- Thor: The Dark World Prelude #2 – wydany 10 lipca 2013 roku[14]

#### Captain America: The Winter Soldier Infinite Comic (2014)
Captain America: The Winter Soldier Infinite Comic – komiks składa się z jednego zeszytu, został on wydany 28 stycznia 2014 roku. Za scenariusz odpowiadał Peter David, a za rysunki Rock He-Kim.

#### Guardians Of The Galaxy Prequel Infinite Comic (2014)
Guardians of the Galaxy Prequel Infinite Comic – komiks składa się z jednego zeszytu, został on wydany 1 kwietnia 2014 roku. Za scenariusz odpowiadali Dan Abnett i Andy Lanning, a za rysunki Andrea DiVito.

#### Guardians of the Galaxy Prelude (2014)
Guardians of the Galaxy Prelude – miniseria składająca się z dwóch zeszytów zostały wydane na przełomie kwietnia i maja 2014 roku. Za scenariusz odpowiadali Dan Abnett i Andy Lanning, a za rysunki Wellinton Alves.
Zeszyty:
- Guardians of the Galaxy Prelude #1 – wydany 2 kwietnia 2014 roku[17]
- Guardians of the Galaxy Prelude #2 – wydany 28 maja 2014 roku[18]

#### Avengers: Age of Ultron Prelude – This Scepter’d Isle (2015)
Avengers: Age of Ultron Prelude – This Scepter’d Isle – komiks składający się z jednego zeszytu, został wydany 3 lutego 2015 roku. Za scenariusz odpowiada Will Corona Pilgrim, a za rysunki Wellinton Alves.

#### Ant-Man Prelude (2015)
Ant-Man Prelude – komiks składający się z dwóch zeszytów, wydany na przełomie lutego i marca 2015 roku. Za scenariusz odpowiada Will Corona Pilgrim, a za rysunki Miguel Sepulveda. Komiks opowiada historię Hanka Pyma i jego niebezpieczną misję we wschodnim Berlinie podczas Zimnej Wojny w latach sześćdziesiątych.
Zeszyty:
- Ant-Man Prelude #1 – wydany 4 lutego 2015 roku[20]
- Ant-Man Prelude #2 – wydany 4 marca 2015 roku[21]

#### Ant-Man – Scott Lang: Small Time (2015)
Ant-Man – Scott Lang: Small Time – komiks składający się z jednego zeszytu, wydany 3 marca 2015 roku. Za scenariusz odpowiada Will Corona Pilgrim, a za rysunki Wellinton Alves i Daniel Govar.

#### Marvel’s Jessica Jones (2015)
Marvel’s Jessica Jones – komiks składający się z jednego zeszytu, wydany 7 października 2015 roku. Za scenariusz odpowiada Brian Michael Bendis, a za rysunki Michael Gaydos.

#### Captain America: Civil War Prelude Infinite Comic (2016)
Captain America: Civil War Prelude Infinite Comic – komiks składający się z jednego zeszytu, wydany 10 lutego 2016 roku. Za scenariusz odpowiada Will Corona Pilgrim, a za rysunki Szymon Kudranski.

#### Doctor Strange Prelude (2016)
Doctor Strange Prelude – komiks składający się z dwóch zeszytów, wydany na przełomie lipca i sierpnia 2016 roku. Za scenariusz odpowiada Will Corona Pilgrim, a za rysunki Jorge Fornés.
Zeszyty:
- Doctor Strange Prelude #1 – wydany 6 lipca 2016 roku[25]
- Doctor Strange Prelude #2 – wydany 24 sierpnia 2016 roku[26]

#### Doctor Strange Prelude Infinite Comic: The Zealot (2016)
Doctor Strange Prelude Infinite Comic: The Zealot – komiks składający się z jednego zeszytu, wydany 10 lutego 2016 roku. Za scenariusz odpowiada Will Corona Pilgrim, a za rysunki Jorge Fornés.

#### Guardians of the Galaxy Prelude (2017)
Guardians of the Galaxy Prelude – zapowiedziany komiks składający się z dwóch zeszytów, który ma zostać wydany na przełomie stycznia i lutego 2017 roku. Za scenariusz odpowiada Will Corona Pilgrim, a za rysunki Chris Allen.
Zeszyty:
- Guardians of the Galaxy Prelude #1 – zapowiedziany na 4 stycznia 2017 roku[28]
- Guardians of the Galaxy Prelude #2 – zapowiedziany na 1 lutego 2017 roku[29]

#### Spider-Man: Homecoming Prelude (2017)
Spider-Man: Homecoming Prelude – zapowiedziany komiks składający się z dwóch zeszytów, który ma zostać wydany w marcu 2017 roku. Za scenariusz odpowiada Will Corona Pilgrim, a za rysunki Todd Nauck.
Zeszyty:
- Spider-Man: Homecoming Prelude #1 – zapowiedziany na 1 marca 2017 roku[30]
- Spider-Man: Homecoming Prelude #2 – zapowiedziany[30]

### Adaptacje filmów
| Tytuł                              | Liczba zeszytów | Data wydania                       | Twórcy                             | Twórcy                         | Przypis       |
| Tytuł                              | Liczba zeszytów | Data wydania                       | scenariusz                         | rysunki                        | Przypis       |
| ---------------------------------- | --------------- | ---------------------------------- | ---------------------------------- | ------------------------------ | ------------- |
| Iron Man: I Am Iron Man            | 2               | 27 stycznia – 24 lutego 2010       | Peter David                        | Sean Chen                      | [ 46 ] [ 47 ] |
| Iron Man 2                         | 2               | 7 listopada – 5 grudnia 2012       | Christos Gage, Will Corona Pilgrim | Ramon Rosanas                  | [ 48 ] [ 49 ] |
| Thor                               | 2               | 16 stycznia – 20 lutego 2013       | Christos Gage                      | Don Ho, Lan Medina             | [ 50 ] [ 51 ] |
| Captain America: The First Avenger | 2               | 6 listopada – 11 grudnia 2013      | Peter David                        | Wellinton Alves                | [ 52 ] [ 53 ] |
| Marvel’s The Avengers              | 2               | 24 grudnia 2014 – 7 stycznia 2015  | Will Corona Pilgrim                | Joe Bennett                    | [ 54 ] [ 55 ] |
| Captain America: Civil War Prelude | 4               | 16 grudnia 2015 – 27 stycznia 2016 | Will Corona Pilgrim                | Szymon Kudranski, Lee Ferguson | [ 56 ] [ 57 ] |

#### Iron Man: I Am Iron Man (2010)
Iron Man: I Am Iron Man – miniseria składająca się z dwóch zeszytów zostały wydana na przełomie stycznia i lutego 2010 roku. Za scenariusz odpowiadał Peter David, a za rysunki Sean Chen. Jest ona komiksową adaptacją filmu Iron Man.
Zeszyty:
- Iron Man: I Am Iron Man #1 – wydany 27 stycznia 2010 roku[46]
- Iron Man: I Am Iron Man #2 – wydany 24 lutego 2010 roku[47]

#### Iron Man 2 (2012)
Iron Man 2 – miniseria składająca się z dwóch zeszytów zostały wydana na przełomie listopada i grudnia 2012 roku. Za scenariusz odpowiadali Christos Gage i Will Corona Pilgrim, a za rysunki Ramon Rosanas. Jest ona komiksową adaptacją filmu Iron Man 2.
Zeszyty:
- Iron Man 2 #1 – wydany 7 listopada 2012 roku[48]
- Iron Man 2 #2 – wydany 5 grudnia 2012 roku[49]

#### Thor (2013)
Thor – miniseria składająca się z dwóch zeszytów zostały wydana na przełomie stycznia i lutego 2013 roku. Za scenariusz odpowiadał Christos Gage, a za rysunki Don Ho i Lan Medina. Jest ona komiksową adaptacją filmu Thor.
Zeszyty:
- Thor #1 – wydany 16 stycznia 2013 roku[50]
- Thor #2 – wydany 20 lutego 2013 roku[51]

#### Captain America: The First Avenger (2013)
Captain America: The First Avenger – miniseria składająca się z dwóch zeszytów zostały wydana na przełomie listopada i grudnia 2013 roku. Za scenariusz odpowiadał Peter David, a za rysunki Wellinton Alves. Jest ona komiksową adaptacją filmu Kapitan Ameryka: Pierwsze starcie.
Zeszyty:
- Captain America: The First Avenger #1 – wydany 6 listopada 2013 roku[52]
- Captain America: The First Avenger #2 – wydany 11 grudnia 2013 roku[53]

#### Marvel’s The Avengers (2014–2015)
Marvel’s The Avengers – miniseria składająca się z dwóch zeszytów wydana na przełomie grudnia 2014 i stycznia 2015 roku. Za scenariusz odpowiada Will Corona Pilgrim, a za rysunki Joe Bennett. Jest to komiksowa adaptacja filmu Avengers.
Zeszyty:
- Marvel’s The Avengers #1 – wydany 24 grudnia 2014 roku[54]
- Marvel’s The Avengers #2 – zapowiedziany na 7 stycznia 2015 roku[55]

#### Captain America: Civil War Prelude (2015–2016)
Captain America: Civil War Prelude – miniseria składająca się z czterech zeszytów wydana na przełomie grudnia 2015 i stycznia 2016 roku. Za scenariusz odpowiada Will Corona Pilgrim, a za rysunki Szymon Kudranski i Lee Ferguson. Pierwsze dwa zeszyty są adaptacją filmu Iron Man 3, a kolejne dwa adaptacją Kapitan Ameryka: Zimowy żołnierz.
Zeszyty:
- Captain America: Civil War Prelude #1 – wydany 16 grudnia 2015 roku[56]
- Captain America: Civil War Prelude #2 – wydany 30 grudnia 2015 roku[58]
- Captain America: Civil War Prelude #3 – wydany 6 stycznia 2016 roku[59]
- Captain America: Civil War Prelude #4 – wydany 27 stycznia 2016 roku[57]

### Inspirowane MCU
| Tytuł                                         | Liczba zeszytów | Data wydania             | Twórcy              | Twórcy                                        | Przypis       |
| Tytuł                                         | Liczba zeszytów | Data wydania             | scenariusz          | rysunki                                       | Przypis       |
| --------------------------------------------- | --------------- | ------------------------ | ------------------- | --------------------------------------------- | ------------- |
| Iron Man: Fast Friends                        | 2               | 17 – 30 września 2008    | Paul Tobin          | Ronan Cliquet                                 | [ 60 ] [ 61 ] |
| Iron Man: Security Measures                   | 1               | 30 września 2008         | Christos Gage       | Hugo Petrus                                   | [ 62 ]        |
| The Incredible Hulk: The Fury Files           | 2               | 9 – 15 października 2008 | Frank Tieri         | Salvadore Espin                               | [ 63 ] [ 64 ] |
| Nick Fury: Spies Like Us                      | 1               | 4 grudnia 2008           | Joe Caramagna       | Hugo Petrus                                   | [ 65 ]        |
| Iron Man 2: Fist of Iron                      | 1               | 1 lutego 2011            | Paul Tobin          | Patrick Olliffe, Scott Koblish, Khoi Pham     | [ 66 ] [ 67 ] |
| Captain America & Thor: Avengers              | 1               | 6 lipca 2011             | Fred Van Lente      | Ron Lim                                       | [ 68 ]        |
| The Avengers Initiative                       | 1               | 2 maja 2012              | Fred Van Lente      | Ron Lim                                       | [ 69 ]        |
| Iron Man: The Coming of the Melter            | 1               | 1 maja 2013              | Christos Gage       | Ron Lim                                       | [ 70 ]        |
| Captain America: Homecoming                   | 1               | 26 marca 2014            | Fred Van Lente      | Tom Grummett                                  | [ 71 ]        |
| Guardians of the Galaxy: Galaxy’s Most Wanted | 1               | 2 lipca 2014             | Will Corona Pilgrim | Andrea Divito                                 | [ 72 ]        |
| Agents of S.H.I.E.L.D.: The Chase             | 1               | 25 lipca 2014            | George Kitson       | Mirko Colak, Neil Edwards, Mirco Pierfederici | [ 73 ]        |
| Avengers: Operation Hydra                     | 1               | 22 kwietnia 2015         | Will Corona Pilgrim | Andrea Di Vito                                | [ 74 ]        |
| Ant-Man: Larger Than Life                     | 1               | 24 czerwca 2015          | Will Corona Pilgrim | Andrea Di Vito                                | [ 75 ]        |
| Captain America: Road to War                  | 1               | 20 kwietnia 2016         | Will Corona Pilgrim | Andrea Di Vito                                | [ 76 ]        |

#### Iron Man: Fast Friends (2008)
Iron Man: Fast Friends – miniseria składająca się z dwóch zeszytów zostały wydana między 17, a 30 września 2008 roku. Za scenariusz odpowiadał Paul Tobin, a za rysunki Ronan Cliquet. Rozwija ona wątek przyjaźni między Tonym Starkiem a Jamesem „Rhodey” Rhodesem.

#### Iron Man: Security Measures (2008)
Iron Man: Security Measures – komiks składa się z jednego zeszytu, został on wydany 30 września 2008 roku specjalnie dla sieci Walmart dla klientów, którzy zakupili film Iron Man. Za scenariusz odpowiadał Christos Gage, a za rysunki Hugo Petrus.

#### The Incredible Hulk: The Fury Files (2008)
The Incredible Hulk: The Fury Files – miniseria składająca się z dwóch zeszytów zostały wydana pomiędzy 9, a 15 października 2008 roku. Za scenariusz odpowiadał Frank Tieri, a za rysunki Salvadore Espin. Komiks jest prequelem do filmu Incredible Hulk.

#### Nick Fury: Spies Like Us (2008)
Nick Fury: Spies Like Us – komiks składa się z jednego zeszytu, został on wydany 4 grudnia 2008 roku. Za scenariusz odpowiadał Joe Caramagna, a za rysunki Joe Quesada. Historia szpiegowska, gdzie w roli głównej wystąpił Nick Fury i działa się w Budapeszcie. Lokalizacja ta była wyznacznikiem dla fabuły między Czarną Wdową a Hawkeye w Avengers.

#### Iron Man 2: Fist of Iron (2011)
Iron Man 2: Fist of Iron – komiks składa się z jednego zeszytu, został on wydany 1 lutego 2011 roku. Za scenariusz odpowiadał Paul Tobin, a za rysunki Patrick Olliffe, Scott Koblish i Khoi Pham. Jest to komiks promocyjny firmę Audi, w którym Tony Stark zatrzymuje złodziej w drodze na ważne spotkanie.

#### Captain America & Thor: Avengers (2011)
Captain America & Thor: Avengers – komiks składa się z jednego zeszytu, został on wydany 6 lipca 2011 roku. Za scenariusz odpowiadał Fred Van Lente, a za rysunki Ron Lim. Zbiór dwóch opowiadań zainspirowanych odpowiednio filmami Thor i Kapitan Ameryka: Pierwsze starcie.

#### The Avengers Initiative (2012)
The Avengers Initiative – komiks składa się z jednego zeszytu, został on wydany 2 maja 2012 roku. Za scenariusz odpowiadał Fred Van Lente, a za rysunki Ron Lim. Służył on jako szersze przedstawienie bohaterów przed filmem Avengers.

#### Iron Man: The Coming of the Melter (2013)
Iron Man: The Coming of the Melter – komiks składa się z jednego zeszytu, został on wydany 1 maja 2013 roku. Za scenariusz odpowiadał Christos Gage, a za rysunki Ron Lim. Przedstawia wydarzenia, które miały miejsce między komiksem Iron Man 3 Prelude a filmem Iron Man 3.

#### Captain America: Homecoming (2014)
Captain America: Homecoming – komiks składa się z jednego zeszytu, został on wydany 26 marca 2014 roku. Za scenariusz odpowiadał Fred Van Lente, a za rysunki Tom Grummett. Jest on inspiracją filmów Filmowego Uniwersum Marvela i przedstawia wydarzenia między filmami Avengers i Kapitan Ameryka: Zimowy żołnierz.

#### Guardians of the Galaxy: Galaxy’s Most Wanted (2014)
Guardians of the Galaxy: Galaxy’s Most Wanted – komiks składa się z jednego zeszytu, został on wydany 2 lipca 2014 roku. Za scenariusz odpowiadał Will Corona Pilgrim, a za rysunki Andrea Divito. Przedstawia on historię Rocketa i Groota przed filmowymi Strażnikami Galaktyki.

#### Agents of S.H.I.E.L.D.: The Chase (2014)
Agents of S.H.I.E.L.D.: The Chase – komiks składa się z jednego zeszytu, został on wydany 25 lipca 2014 roku. Za scenariusz odpowiadał George Kitson, a za rysunki Mirko Colak, Neil Edwards i Mirco Pierfederici.

#### Avengers: Operation Hydra (2015)
Avengers: Operation Hydra – komiks składa się z jednego zeszytu, został on wydany 22 kwietnia 2015 roku. Za scenariusz odpowiadał Will Corona Pilgrim, a za rysunki Andrea Divito.

#### Ant-Man: Larger Than Life (2015)
Ant-Man: Larger Than Life – komiks składa się z jednego zeszytu, został on wydany 24 czerwca 2015 roku. Za scenariusz odpowiadał Will Corona Pilgrim, a za rysunki Andrea Divito.

#### Captain America: Road to War (2016)
Captain America: Road to War – komiks składa się z jednego zeszytu, został on wydany 20 kwietnia 2016 roku. Za scenariusz odpowiadał Will Corona Pilgrim, a za rysunki Andrea Divito.